# Гара Бов
Гара Бов е село в Западна България. То се намира в Община Своге, Софийска област.

## География
Гара Бов се намира в подножието на живописното Искърско дефиле, на 8 км от общинския център – град Своге и на 51 км от столицата София. Теренът в преобладаващата си част е планински с множество проломи, пропасти и пещери. Планинският масив в района има главно карстов характер. Надморската височина на селището варира от 500 – 900 м. През територията му преминава жп линията София – Мездра – Варна. В гара Бов се намира пещерата „Сърандалица“, с дължина на галериите 22 м.

## История
Жителите на село Бов са сътворили легенда, служеща като туристическа атракция. Според нея селото носи името на френския рицар Сен дьо Бьоф, който пленен от воините на цар Калоян, станал негов васал. След смъртта на император Балдуин Фландърски през 1206 г., маркизът получил благоволението на българския владетел да се засели със свои сподвижници в землището на днешното село.
Поетът Иван Вазов посещава района на Бов и поставя началото на историята, след като пише следното в пътеписа си „Разходка по Искъра“:
| „ | Туй село с такова звучно и с романтическа прелест дишуще име, и по напред пленяваше въображението ми, а сега още повече гъделичкаше любопитството ми. На какви странни обстоятелства дължеше това име? Каква историческа личност наумяваше то? В ума ми неволно нахлуха поетическите сенки и възпоменания за средновековните рицари. | “ |

Този цитат на Иван Вазов ясно показва кой е създателят на това „предание“.
Реалната история на селото започва през ранното средновековие. Според историческите проучвания, проведени през 80-те години на ХХ век от екип на Националния институт за паметниците на културата, в местността „Манастира“, на 1,5 км югоизточно от Гара Бов, са открити следи от старо заселище и ранносредновековна християнска църква. Манастирската църква „Св. Архангел Михаил“, многократно преправяна и обновявана във времето повтаря архитектурния план на първоначалния си оригинал. През 14 век селото се споменава с името Бововци в Мрачката грамота на цар Иван Александър (1 декември 1947).
Преди прокарване на ЖП линията, къщите в Гара Бов били само три. Процесът на движение на населението към Гара Бов е най-силен в периода 1956 – 1957 г., когато жителите на с. Бов от 1557 намаляват на 533, а в същото време жителите на Гара Бов се увеличават на 1777 души. По-късно общината се премества в Гара Бов и към нея се присъединяват и селата: Заселе, Зимевица, Заноге, Губислав, а за кратък период и село Лакатник.

## Природни забележителности и туризъм

### Водопадът „Скакля“
Водопадът „Скакля“ се намира на едноименната река, преминава през източната част на планината Понор, близо до Гара Бов. Дъното на долината на река Скакля се затваря от внушителен подковообразен варовиков венец висок 120 м. От него скачат водите на водопада в три каскадно разположени скока, най-високият от които е около 85 метра. Долината на водопада е заета от Заселски ливади. Малко по на север се намира скалата „Злио камик“. По стръмните варовикови стени е прокарана пътека, получила названието „Вазова пътека“. Тук Иван Вазов пише своя прочут разказ „Дядо Йоцо гледа“.

### Вазова екопътека
Тази пътека носи името на писателя Иван Вазов, който е създал част от творчеството си тук. Тя е частично обновена и реконструираният ѝ участък е официално открит на 29 април 2007 г. Пътеката започва от махала Данговци (в землището на село Бов), минава по долината на река Трескавец, пресича река Искър южно от Гара Бов, следва долината на река Скакля край едноименния карстов извор, изкачва се край водопада и извежда до село Заселе . Пътят продължава до село Зимевица, покрай църквата „Св. Петка“. Днес тя е туристическа дестинация с нарастваща популярност.

## Обществени институции

### Читалище „Светлина-1896“
Читалище „Светлина“ в Гара Бов е основано на 2 февруари 1896 г. от учителя Сава Маринов. То е най-старото в община Своге. До началото на петдесетте години на миналия век читалището е било в с. Бов, а след това премества книжния фонд и дейността си на територията на нововъзникналото селище край железопътната линия – Гара Бов. Читалището поддържа занимания с песени, танци и театър.
Към читалището години наред работят певчески, танцови и театрални колективи, участващи в местни, регионални и национални празници, носители на редица награди и отличия. Десетки са участниците в читалищната самодейност от основаването му до наши дни. Обичаят „Лазаруване“ – една от живите традиции, се възпроизвежда периодично в Бовския край от читалищните колективи.
Днес, читалище „Светлина“ Гара Бов разполага с библиотека, разположена на 83 m² и библиотечен фонд от 17 500 тома; информационно-обучителен център с 6 работни места; голям салон със сцена, 2 гримьорни и 250 зрителски места; малък салон с 60 места за събрания и срещи; бизнес – клуб за провеждане на работни срещи, изграден на доброволни начала от читалищното настоятелство и читалищните работници. В читалището е изграден и етнографски кът, който съдържа предмети от бита и автентични облекла от миналото, характерни за местните жители.
След 1990 г. в читалището се създава архив с видео-филми от възпроизвежданите обичаи, от провежданите коледни и великденски празници, от премиерите на театралните постановки.
През 2002 г. читалището е едно от 300-те одобрени читалища в страната за постоянен партньор на Проект „Читалища“ за периода (2002 – 2004). През 2003 г. е открит интернет център при читалището на Гара Бов. То реализира различни проекти в сферата на информационното посредничество, туризма и др. Една от основните читалищни дейности от миналото, а и до днес е библиотечната, една от най-необходимите за местните хора понастоящем е свързана с услугите в информационно-обучителния център. Членува в сдружение „Българска библиотечно-информационна асоциация”.
В днешно време читалището съумява да предложи иновационни дейности, свързани с обучения за работа с информационни технологии и предоставяне на интернет, създавайки една по-добра среда за развитие на местната общност. Въпреки ограничените държавни субсидии, читалището надгражда и обогатява своите дейности, като реализира приходи от проекти, обучения и административни услуги, привлича дарители да подкрепят неговите инициативи.

### Основно училище „Св. св. Кирил и Методий“
Учебното дело в Бов датира още от преди освобождението от османско владичество.
През 1859 г. е отворило врати килийното училище в село Бов с учител Никола Гергов, което през 1885 г. прераства в светско начално училище.
През 1928 г. начално училище е отворило врати и на Гара Бов, а през 1930 г. е построена училищната сграда и открита прогимназия в Гара Бов.
От 1975 г. началното училище в село Бов преминава към училището полуинтернат в Гара Бов. През месец ноември същата година отваря врати новата училищна сграда, в която и до днес учат децата на Бов.
Днес, сградата разполага с кабинети по всички учебни предмети и физкултурен салон, а през 2006 г. за нуждите на учениците бе оборудван и компютърен кабинет.

## Личности
- Огнян Дойнов (1935 – 2000) – политик от БКП

## Редовни събития

### Празници на Бов
Ежегодното провеждане на „Празници на Бов“ има за цел да популяризира културно-историческото и природно наследство в Бов и селищата на територията на община Своге. Всяка година те се отбелязват в рамките на седем дни – между църковните празници „Спасов ден“ и „Петдесетница“.
7-дневните мероприятия включват съвместни инициативи с община Своге, ОУ гара Бов, ПГ „Велизар Пеев“ град Своге, с фирми развиващи спортно-туристическа дейност, местните спортни клубове по шахмат и футбол и др.

### Обичаят Лазаруване
Пресъздавенето на стария български обичай „Лазаруване“ е традиция в село Гара Бов и село Бов. Съгласно традицията, в деня на Лазаровден да дадат своята благословия тръгват момите, нагиздени с пъстри лазарски премени. По тях са нанизани парички, мъниста, а на главите си носят венци от цветя. Стопаните, облечени в традиционни носии, посрещат лазарките в домовете си и ги даряват с това, което е родила земята в този край. Според поверието, къща, в която са влезли лазарки е честита през цялата година.
Интересното за този обичай в бовския край е т.нар. „мятане“ на кърпа от лазарките на рамото на стопаните при наричането за здраве и берекет. В кърпата домакините връзват желязна пара, за да е „здрава“ годината като желязото и я дават на лазарките.
Възпроизвеждането на обичая Лазаруване се организира съвместно от настоятелството на читалище „Светлина“ с кметството на село Бов и Гара Бов. Намеренията на организаторите са да върнат към корените и млади и стари, с песните, танците и носиите, към богатството на местния фолклор и традиции. 